# 남부민동
남부민동(南富民洞)은 부산광역시 서구의 법정동이다. 행정동으로 남부민1·2동으로 나뉜다.

## 개요
면적 1.07㎢, 인구 약 20000명이다. 사하구와 경계를 이루는 천마산과 마주보고 있는 곳이다. 
부민동에 속해 있다가 1913년에 부산부제(釜山府制) 실시에 따라 남부민동으로 분리된 동이며, 부민동과 함께 부민포(富民浦)라고 부르던 곳이다. 
남쪽은 암남동, 북쪽은 충무동, 초장동을 마주보고 있다.

## 특징
부산공동어시장과 충무동 새벽시장이 남부민동에 소재하고 있다. 남부민동에는 천마로와 충무대로가 있는데, 천마로는 흔히 송도윗길, 충무대로는 송도아랫길이라고 칭한다.
과거에 발달한 구도심 중 한 곳이라서, 천마로 쪽에 쪽방촌이 많이 있다.

## 역사
옛날 이 지역은 억새풀과 띠풀로 우거진 초원지대였으므로 새뛰 또는 샛띠라고 불렀는데, 새뛰는 초량(草梁)이라는 뜻이다. 샛띠고개는 남부민동에서 암남동으로 넘어가는 고개인데, 옛날에는 현재의 송도로 가는 아랫 길이 없었고, 송도가 바닷가에 있었기 때문에 송도로 가려면 배를 타거나 샛띠고개를 넘어야만 했다.

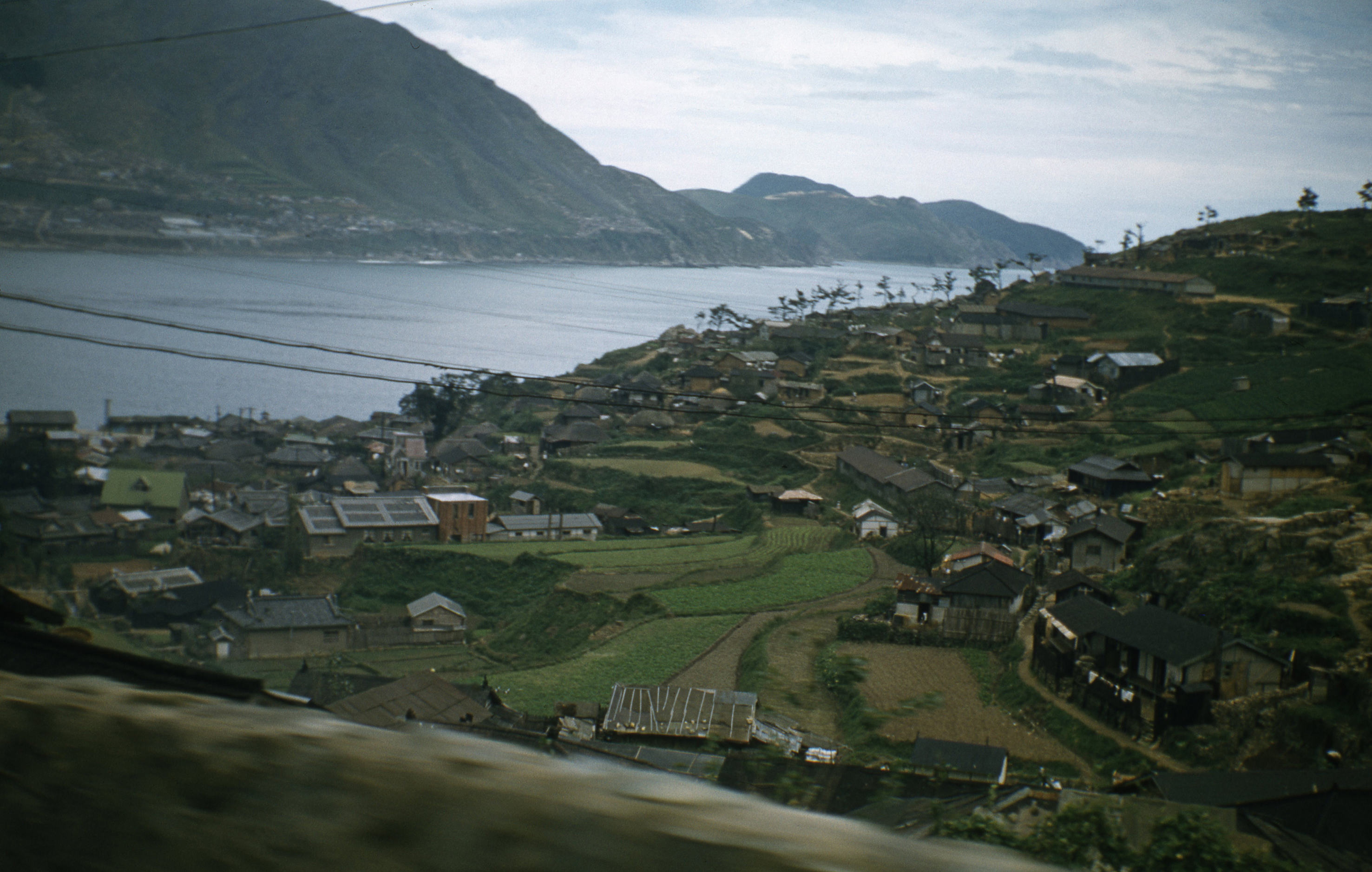
송도윗길 (1960년)
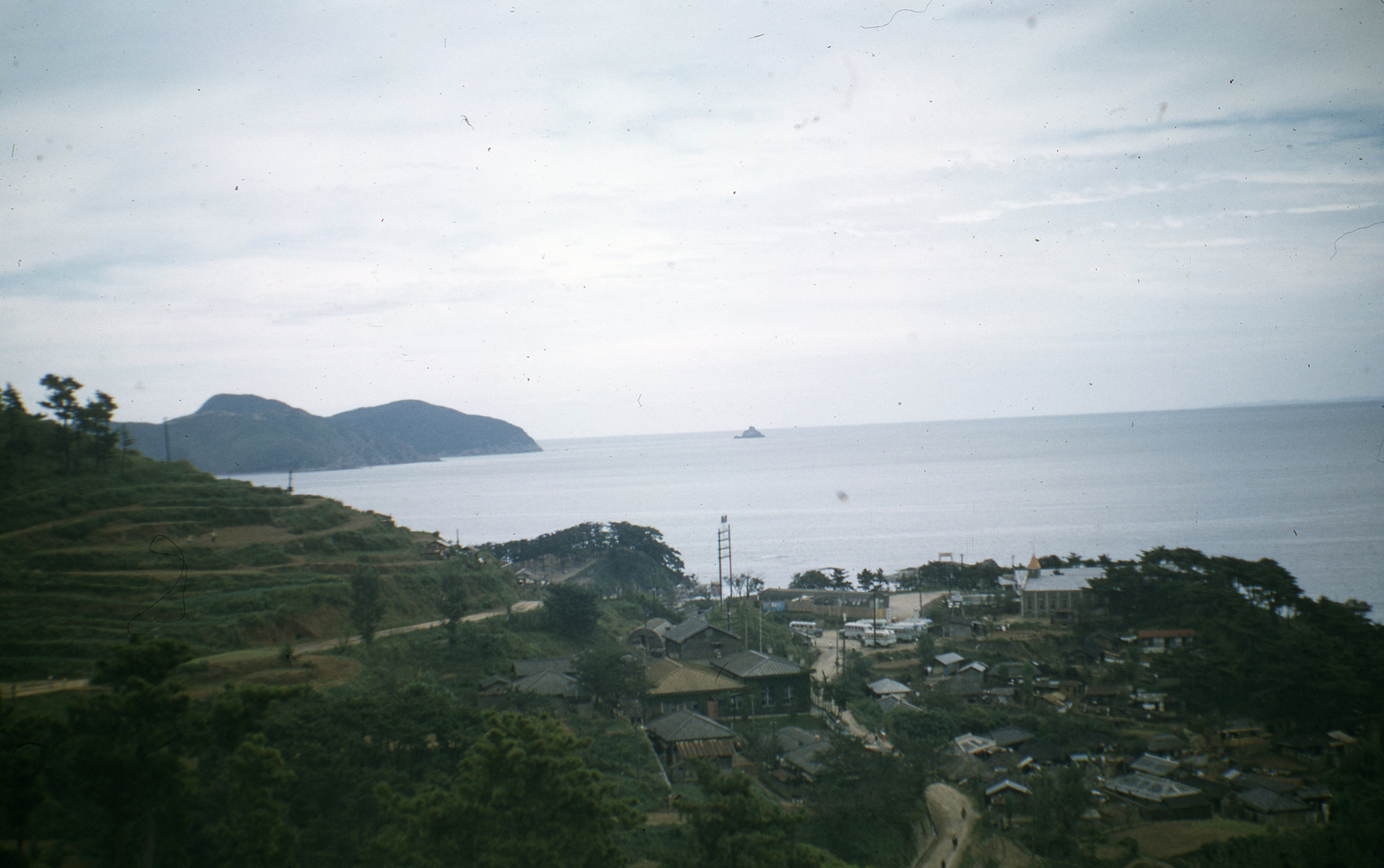
송도 삼거리 (1960년)

## 교육환경

### 고등학교
- 부산관광고등학교

### 중학교
- 송도중학교

### 초등학교
- 남부민초등학교